# Il giallo dei ragazzi
Il giallo dei ragazzi è una collana editoriale di tascabili per ragazzi della casa editrice Mondadori, iniziata nel 1970.
La veste grafica è sullo stile del Giallo Mondadori e di Urania.
Le immagini in copertina sono affidate a differenti grafici: nella serie Hardy Boys, Nancy Drew e Marcello e Andrea, sono affidate a Marco Rostagno, mentre nella serie I tre investigatori allo Studio Ink fino al numero 111 e a Giovanni Mulazzani per gli ultimi sette volumi della serie. Nella serie Pimlico Boys e Rossana, le illustrazioni sono di Giovanni Mulazzani. Ermanno Iaia è l'autore delle copertine nella serie Laura e Isabella e Gli Irregulars, mentre le copertine nella serie Il trio Grimaldi e Open sono realizzate da Gianni Renna.

## Elenco dei titoli
| N°  | Titolo                                                           | Autore                  | Serie                    | Data di pubblicazione        |
| --- | ---------------------------------------------------------------- | ----------------------- | ------------------------ | ---------------------------- |
| 1   | Il marchio di fuoco (The Mark on the Door)                       | Franklin W. Dixon       | Hardy Boys n°13          | aprile 1970                  |
| 2   | Il covo nascosto (The Password to Larkspur Lane)                 | Carolyn Keene           | Nancy Drew n°10          | aprile 1970                  |
| 3   | Pericolo in mare (Footprints under the Window)                   | Franklin W. Dixon       | Hardy Boys n°12          | aprile 1970                  |
| 4   | Il vaso dei Ming (The Clue of the Leaning Chimney)               | Carolyn Keene           | Nancy Drew n°26          | aprile 1970                  |
| 5   | La giunca del mistero (The Mystery of the Chinese Junk)          | Franklin W. Dixon       | Hardy Boys n°39          | aprile 1970                  |
| 6   | La lettera misteriosa (Nancy's Mysterious Letter)                | Carolyn Keene           | Nancy Drew n°8           | agosto 1970                  |
| 7   | Il battito fatale (White the Clock Ticked)                       | Franklin W. Dixon       | Hardy Boys n°11          | settembre 1970               |
| 8   | Il ranch delle ombre (The Secret of Shadow Ranch)                | Carolyn Keene           | Nancy Drew n°5           | ottobre 1970                 |
| 9   | L'indizio fra le braci (The Clue in the Embers)                  | Franklin W. Dixon       | Hardy Boys n°35          | novembre 1970                |
| 10  | Il mistero delle chiavi nere (The Clue of the Black Keys)        | Carolyn Keene           | Nancy Drew n°28          | dicembre 1970                |
| 11  | La casa sulla scogliera (The House on the Cliff)                 | Franklin W. Dixon       | Hardy Boys n°2           | gennaio 1971                 |
| 12  | Il diario rivelatore (The Clue in the Diary)                     | Carolyn Keene           | Nancy Drew n°7           | gennaio 1971                 |
| 13  | Fiaccole nella notte (The Flickering Torch Miystery)             | Franklin W. Dixon       | Hardy Boys n°22          | febbraio 1971                |
| 14  | Il passaggio segreto (The Hidden Staircase)                      | Carolyn Keene           | Nancy Drew n°2           | aprile 1971                  |
| 15  | Il segreto del vecchio mulino (The Secret of the Old Mill)       | Franklin W. Dixon       | Hardy Boys n°3           | aprile 1971                  |
| 16  | Il mistero del bungalow (The Bungalow Mystery)                   | Carolyn Keene           | Nancy Drew n°3           | maggio 1971                  |
| 17  | La trappola mortale (The Disappearing Floor)                     | Franklin W. Dixon       | Hardy Boys n°19          | maggio 1971                  |
| 18  | Testamento a sorpresa (The Sign of the Twisted Candles)          | Carolyn Keene           | Nancy Drew n°9           | giugno 1971                  |
| 19  | La torre del tesoro (The Tower Treasure)                         | Franklin W. Dixon       | Hardy Boys n°1           | giugno 1971                  |
| 20  | Il medaglione spezzato (The Clue of the Broken Locket)           | Carolyn Keene           | Nancy Drew n°11          | giugno 1971                  |
| 21  | Gli amici scomparsi (The Missing Chums)                          | Franklin W. Dixon       | Hardy Boys n°4           | luglio 1971                  |
| 22  | Il rubino d'oriente (The Secret of the Wooden Lady)              | Carolyn Keene           | Nancy Drew n°27          | agosto 1971                  |
| 23  | L'oro nascosto (Hunting for Hidden Gold)                         | Franklin W. Dixon       | Hardy Boys n°5           | agosto 1971                  |
| 24  | Una ladra in visone (The Mystery at the Ski Jump)                | Carolyn Keene           | Nancy Drew n°29          | agosto 1971                  |
| 25  | Il messaggio vichingo (The Viking Symbol Mystery)                | Franklin W. Dixon       | Hardy Boys n°42          | settembre 1971               |
| 26  | Il castello del terrore (The Secret of Terror Castle)            | Robert Arthur           | I tre investigatori n°1  | settembre 1971               |
| 27  | L'ereditiera scomparsa (The Moonstone Castle Mystery)            | Carolyn Keene           | Nancy Drew n°40          | ottobre 1971                 |
| 28  | Il pappagallo balbuziente (The Mystery of the Stuttering Parrot) | Robert Arthur           | I tre investigatori n°2  | ottobre 1971                 |
| 29  | Il forte stregato (The Haunted Fort)                             | Franklin W. Dixon       | Hardy Boys n°44          | novembre 1971                |
| 30  | Il tesoro scomparso (The Mystery of the Vanishing Treasure)      | Robert Arthur           | I tre investigatori n°5  | novembre 1971                |
| 31  | Un difficile enigma (The Clue in the Crossword Cipher)           | Carolyn Keene           | Nancy Drew n°44          | dicembre 1971                |
| 32  | Il fantasma verde (The Mystery of the Green Ghost)               | Robert Arthur           | I tre investigatori n°4  | dicembre 1971                |
| 33  | La lama spezzata (The Clue of the Broken Blade)                  | Franklin W. Dixon       | Hardy Boys n°21          | gennaio 1972                 |
| 34  | La mummia sussurrante (The Mystery of the Whispering Mummy)      | Robert Arthur           | I tre investigatori n°3  | gennaio 1972                 |
| 35  | L'invisibile intruso (The Invisible Intruder)                    | Carolyn Keene           | Nancy Drew n°46          | febbraio 1972                |
| 36  | L'isola dello scheletro (The Secret of Skeleton Island)          | Robert Arthur           | I tre investigatori n°6  | febbraio 1972                |
| 37  | Colpo di boomerang (The Bombay Boomerang)                        | Franklin W. Dixon       | Hardy Boys n°49          | febbraio 1972                |
| 38  | L'orologio che urla (The Mystery of the Screaming Clock)         | Robert Arthur           | I tre investigatori n°9  | marzo 1972                   |
| 39  | La modella misteriosa (The Mysterious Mannequin)                 | Carolyn Keene           | Nancy Drew n°47          | marzo 1972                   |
| 40  | Agguato nell'Artico (The Arctic Patrol Mystery)                  | Franklin W. Dixon       | Hardy Boys n°48          | aprile 1972                  |
| 41  | Il drago raffreddato (The Mystery of the Coughing Dragon)        | Nick West               | I tre investigatori n°14 | aprile 1972                  |
| 42  | La maschera d'argento (The Crooked Banister)                     | Carolyn Keene           | Nancy Drew n°48          | maggio 1972                  |
| 43  | La roccia dello spettro (The Ghost at Skeleton Rock)             | Franklin W. Dixon       | Hardy Boys n°37          | maggio 1972                  |
| 44  | Il teschio parlante (The Mystery of the Talking Skull)           | Robert Arthur           | I tre investigatori n°11 | giugno 1972                  |
| 45  | Il villaggio indiano (The Phantom of Pine Hill)                  | Carolyn Keene           | Nancy Drew n°42          | giugno 1972                  |
| 46  | Il guerriero azteco (The Mystery of the Aztec Warrior)           | Franklin W. Dixon       | Hardy Boys n°43          | luglio 1972                  |
| 47  | La caverna del diavolo (The Mystery of the Moaning Cave)         | William Arden           | I tre investigatori n°10 | luglio 1972                  |
| 48  | Una vicenda scozzese (The Clue of the Whistling Bagpipes)        | Carolyn Keene           | Nancy Drew n°41          | agosto 1972                  |
| 49  | Nell'antro delle spie (The Secret Agent on Flight 101)           | Franklin W. Dixon       | Hardy Boys n°46          | agosto 1972                  |
| 50  | Il principe e il ragno (The Mystery of the Silver Spider)        | Robert Arthur           | I tre investigatori n°8  | agosto 1972                  |
| 51  | L'alchimista imbroglione (The Mystery of the 99 Steps)           | Carolyn Keene           | Nancy Drew n°43          | settembre 1972               |
| 52  | Una figura nell'ombra (A Figure in Hiding)                       | Franklin W. Dixon       | Hardy Boys n°16          | settembre 1972               |
| 53  | L'amuleto d'oro (The Mystery of the Laughing Shadow)             | William Arden           | I tre investigatori n°12 | ottobre 1972                 |
| 54  | La maschera di velluto (The Clue of the Velvet Mask)             | Carolyn Keene           | Nancy Drew n°30          | ottobre 1972                 |
| 55  | Attacco all'aliscafo (The Mystery of the Flying Express)         | Franklin W. Dixon       | Hardy Boys n°20          | novembre 1972                |
| 56  | Il gatto sciancato (The Secret of the Crooked Cat)               | William Arden           | I tre investigatori n°13 | dicembre 1972                |
| 57  | La marionetta che balla (The Clue of the Dancing Puppet)         | Carolyn Keene           | Nancy Drew n°39          | dicembre 1972                |
| 58  | La pista del vampiro (Danger on Vampire Trail)                   | Franklin W. Dixon       | Hardy Boys n°50          | dicembre 1972                |
| 59  | L'occhio di fuoco (The Mystery of the Fiery Eye)                 | Robert Arthur           | I tre investigatori n°7  | dicembre 1972                |
| 60  | La diligenza della paura (The Clue in the Old Stagecoach)        | Carolyn Keene           | Nancy Drew n°37          | febbraio 1973                |
| 61  | Diabolico agguato (The Clue of the Screeching Owl)               | Franklin W. Dixon       | Hardy Boys n°41          | febbraio 1973                |
| 62  | L'aquila scarlatta (The Mystery of the Flaming Footprints)       | M. V. Carey             | I tre investigatori n°15 | marzo 1973                   |
| 63  | La banda dello scorpione (The Secret of the Golden Pavilion)     | Carolyn Keene           | Nancy Drew n°36          | marzo 1973                   |
| 64  | La fortezza di ghiaccio (The Yellow Feather Mystery)             | Franklin W. Dixon       | Hardy Boys n°33          | aprile 1973                  |
| 65  | Il manoscritto cinese (The Mystery of the Fire Dragon)           | Carolyn Keene           | Nancy Drew n°38          | maggio 1973                  |
| 66  | Il leone nervoso (The Mystery of the Nervous Lion)               | Nick West               | I tre investigatori n°16 | giugno 1973                  |
| 67  | Brivido al museo                                                 | Paul Dorval             | Pimlico Boys n°1         | luglio 1973                  |
| 68  | La nave pirata (The Phantom Freighter)                           | Franklin W. Dixon       | Hardy Boys n°26          | agosto 1973                  |
| 69  | La principessa del fiume (The Haunted Showboat)                  | Carolyn Keene           | Nancy Drew n°35          | settembre 1973               |
| 70  | Banditi e purosangue                                             | Paul Dorval             | Pimlico Boys n°2         | ottobre 1973                 |
| 71  | Il canto del serpente (The Mystery of the Singing Serpent)       | M. V. Carey             | I tre investigatori n°17 | novembre 1973                |
| 72  | Sulle onde del walkie-talkie                                     | Paul Dorval             | Pimlico Boys n°3         | dicembre 1973                |
| 73  | Sabotaggio al ponte (The Mystery of the Spiral Bridge)           | Franklin W. Dixon       | Hardy Boys n°45          | gennaio 1974                 |
| 74  | La vedova nera (The Secret in the Old Attic)                     | Carolyn Keene           | Nancy Drew n°21          | febbraio 1974                |
| 75  | Operazione controspionaggio                                      | Paul Dorval             | Pimlico Boys n°4         | marzo 1974                   |
| 76  | L'artiglio rosso (The Twisted Claw)                              | Franklin W. Dixon       | Hardy Boys n°18          | aprile 1974                  |
| 77  | L'orma del gigante (The Mystery at the Moss-Covered Mansion)     | Carolyn Keene           | Nancy Drew n°18          | maggio 1974                  |
| 78  | Una strana eredità (The Mystery of the Shrinking House)          | William Arden           | I tre investigatori n°18 | giugno 1974                  |
| 79  | Il dardo avvelenato (The Melted Coins)                           | Franklin W. Dixon       | Hardy Boys n°23          | luglio 1974                  |
| 80  | Le perle della danzatrice (The Clue in the Crumbling Wall)       | Carolyn Keene           | Nancy Drew n°22          | luglio 1974                  |
| 81  | Dramma all'aeroporto                                             | Paul Dorval             | Pimlico Boys n°5         | agosto 1974                  |
| 82  | L'arciere assassino (The Sign of the Crooked Arrow)              | Franklin W. Dixon       | Hardy Boys n°28          | agosto 1974                  |
| 83  | La grotta del terrore (The Mystery of the Tolling Bell)          | Carolyn Keene           | Nancy Drew n°23          | settembre 1974               |
| 84  | Il diario del marinaio (The Secret of Phantom Lake)              | William Arden           | I tre investigatori n°19 | settembre 1974               |
| 85  | I Pimlico Boys non perdonano                                     | Paul Dorval             | Pimlico Boys n°6         | febbraio 1975                |
| 86  | Assalto a mezzanotte (What Happened at Midnight)                 | Franklin W. Dixon       | Hardy Boys n°10          | febbraio 1975                |
| 87  | Il tip tap del mistero (The Clue of the Tapping Heels)           | Carolyn Keene           | Nancy Drew n°16          | marzo 1975                   |
| 88  | Le bande dei TIR                                                 | Paul Dorval             | Pimlico Boys n°7         | marzo 1975                   |
| 89  | Il mostro della montagna (The Mystery of Monster Mountain)       | M. V. Carey             | I tre investigatori n°20 | maggio 1975                  |
| 90  | Il gigante del deserto (Mystery of the Desert Giant)             | Franklin W. Dixon       | Hardy Boys n°40          | maggio 1975                  |
| 91  | Giusi è scomparsa                                                | Enzo Russo              | Rossana n°1              | giugno 1975                  |
| 92  | Lo squalo dell'Isolabella                                        | Enzo Russo              | Rossana n°2              | giugno 1975                  |
| 93  | La tigre del Bengala                                             | Enzo Russo              | Rossana n°3              | giugno 1975                  |
| 94  | Londra nel terrore                                               | Paul Dorval             | Pimlico Boys n°8         | agosto 1975                  |
| 95  | Il messaggio dell'usignolo (The Clue in the Jewel Box)           | Carolyn Keene           | Nancy Drew n°20          | settembre 1975               |
| 96  | Lo specchio incantato (The Secret of the Haunted Mirror)         | M. V. Carey             | I tre investigatori n°21 | ottobre 1975                 |
| 97  | Avventura in Alaska (The Mystery at Devil's Paw)                 | Franklin W. Dixon       | Hardy Boys n°38          | novembre 1975                |
| 98  | Il professor Nemecsek                                            | Enzo Russo              | Rossana n°4              | dicembre 1975                |
| 99  | I pirati dell'atomo                                              | Paul Dorval             | Pimlico Boys n°9         | gennaio 1976                 |
| 100 | Un insolito killer                                               | Enzo Russo              | Rossana n°5              | febbraio 1976                |
| 101 | Scacco matto a Hong Kong (The Clue of the Hissing Serpent)       | Franklin W. Dixon       | Hardy Boys n°53          | marzo 1976                   |
| 102 | Tra le grinfie del ciclope (Mystery of the Glowing Eye)          | Carolyn Keene           | Nancy Drew n°51          | aprile 1976                  |
| 103 | Gli indovinelli del morto (The Mystery of the Dead Man's Riddle) | William Arden           | I tre investigatori n°22 | maggio 1976                  |
| 104 | Operazione Pegar                                                 | Giulia Sarno            | Marcello e Andrea n°1    | giugno 1976                  |
| 105 | Il ritratto nella cornice bianca                                 | Giulia Sarno            | Marcello e Andrea n°2    | giugno 1976                  |
| 106 | Destinazione Etruria                                             | Giulia Sarno            | Marcello e Andrea n°3    | giugno 1976                  |
| 107 | La setta dei Condor                                              | Paul Dorval             | Pimlico Boys n°10        | luglio 1976                  |
| 108 | La volpe rossa                                                   | Enzo Russo              | Rossana n°6              | agosto 1976                  |
| 109 | La collina dei pirati (The Secret of Pirates' Hill)              | Franklin W. Dixon       | Hardy Boys n°36          | settembre 1976               |
| 110 | La mappa del tesoro (The Quest of the Missing Map)               | Carolyn Keene           | Nancy Drew n°19          | ottobre 1976                 |
| 111 | Il cane invisibile (The Mystery of the Invisible Dog)            | M. V. Carey             | I tre investigatori n°23 | novembre 1976                |
| 112 | Le ortensie maledette                                            | Paul Dorval             | Pimlico Boys n°11        | dicembre 1976                |
| 113 | Caccia al microfilm                                              | Enzo Russo              | Rossana n°7              | gennaio 1977                 |
| 114 | Il pannello nascosto (The Secret Panel)                          | Franklin W. Dixon       | Hardy Boys n°25          | febbraio 1977                |
| 115 | La città dimenticata (The Secret of the Forgotten City)          | Carolyn Keene           | Nancy Drew n°52          | marzo 1977                   |
| 116 | I ventiquattro parasoli                                          | Paul Dorval             | Pimlico Boys n°12        | aprile 1977                  |
| 117 | Il kepì e la vecchia signora                                     | Giulia Sarno            | Marcello e Andrea n°4    | maggio 1977                  |
| 118 | Sequestro a mano armata                                          | Enzo Russo              | Rossana n°8              | giugno 1977                  |
| 119 | La miniera abbandonata (The Mystery of Death Trap Mine)          | M. V. Carey             | I tre investigatori n°24 | luglio 1977                  |
| 120 | La scimmia mascherata (The Masked Monkey)                        | Franklin W. Dixon       | Hardy Boys n°51          | agosto 1977                  |
| 121 | La baia dello specchio (The Secret of Mirror Bay)                | Carolyn Keene           | Nancy Drew n°49          | settembre 1977               |
| 122 | Cinque mosche assassine                                          | Paul Dorval             | Pimlico Boys n°13        | ottobre 1977                 |
| 123 | Pasqua a Parigi                                                  | Enzo Russo              | Rossana n°9              | novembre 1977                |
| 124 | Il racket dei cuccioli                                           | Giulia Sarno            | Marcello e Andrea n°5    | dicembre 1977                |
| 125 | Il diavolo danzatore (The Mystery of the Dancing Devil)          | William Arden           | I tre investigatori n°25 | gennaio 1978                 |
| 126 | L'elmo del guerriero (The Shattered Helmet)                      | Franklin W. Dixon       | Hardy Boys n°52          | febbraio 1978                |
| 127 | L'uccello del malaugurio (The Double Jinx Mystery)               | Carolyn Keene           | Nancy Drew n°50          | marzo 1978                   |
| 128 | La morte che ride                                                | Paul Dorval             | Pimlico Boys n°14        | aprile 1978                  |
| 129 | Il vagone scomparso                                              | Enzo Russo              | Rossana n°10             | maggio 1978                  |
| 130 | L'uomo pietrificato                                              | Giulia Sarno            | Marcello e Andrea n°6    | giugno 1978                  |
| 131 | La spada del conquistatore (The Mystery of the Headless Horse)   | William Arden           | I tre investigatori n°26 | luglio 1978                  |
| 132 | La maschera funebre (The Mysterious Caravan)                     | Franklin W. Dixon       | Hardy Boys n°54          | agosto 1978                  |
| 133 | Safari africano (The Spider Sapphire Mystery)                    | Carolyn Keene           | Nancy Drew n°45          | settembre 1978               |
| 134 | Nell'occhio del mirino                                           | Paul Dorval             | Pimlico Boys n°15        | ottobre 1978                 |
| 135 | La cugina Lilli                                                  | Enzo Russo              | Rossana n°11             | novembre 1978                |
| 136 | Il fotogramma rivelatore                                         | Giulia Sarno            | Marcello e Andrea n°7    | dicembre 1978                |
| 137 | Agguato a Monte Teschio (The Secret of Skull Mountain)           | Franklin W. Dixon       | Hardy Boys n°27          | gennaio 1979                 |
| 138 | L'affare Davidov                                                 | Mariagiovanna Sami      | Laura e Isabella n°1     | febbraio 1979                |
| 139 | Uno strano, vecchio orologio (The Secret of the Old Clock)       | Carolyn Keene           | Nancy Drew n°1           | marzo 1979                   |
| 140 | Il signore nero di Norfolk                                       | Paul Dorval             | Pimlico Boys n°16        | aprile 1979                  |
| 141 | Un palio da brivido                                              | Pierre Marc & Sire Sack | Il trio Grimaldi n°1     | maggio 1979                  |
| 142 | La balena tatuata (Mystery of the Whale Tattoo)                  | Franklin W. Dixon       | Hardy Boys n°47          | giugno 1979                  |
| 143 | Buon sangue non mente                                            | Mariagiovanna Sami      | Laura e Isabella n°2     | luglio 1979                  |
| 144 | Il guerriero di vetro (The Hidden Window Mystery)                | Carolyn Keene           | Nancy Drew n°34          | agosto 1979                  |
| 145 | Saccal l'importatore                                             | Enzo Russo              | Rossana n°12             | settembre 1978               |
| 146 | Ultimatum ore zero                                               | Giulia Sarno            | Marcello e Andrea n°8    | ottobre 1979                 |
| 147 | Il bosco delle streghe (The Mystery of the Magic Circle)         | M. V. Carey             | I tre investigatori n°27 | novembre 1979                |
| 148 | Il mistero di Maia                                               | Pierre Marc & Sire Sack | Il trio Grimaldi n°2     | dicembre 1979                |
| 149 | Ladri pericolosi (The Shore Road Mystery)                        | Franklin W. Dixon       | Hardy Boys n°6           | gennaio 1980                 |
| 150 | Gioco meccanico                                                  | Mariagiovanna Sami      | Laura e Isabella n°3     | febbraio 1980                |
| 151 | La locanda dei lillà (The Mystery at Lilac Inn)                  | Carolyn Keene           | Nancy Drew n°4           | marzo 1980                   |
| 152 | La fabbrica delle belve                                          | Paul Dorval             | Pimlico Boys n°17        | aprile 1980                  |
| 153 | Fiori sul ghiaccio                                               | Pierre Marc & Sire Sack | Il trio Grimaldi n°3     | maggio 1980                  |
| 154 | Un sosia per Jupiter (The Mystery of the Deadly Double)          | William Arden           | I tre investigatori n°28 | giugno 1980                  |
| 155 | Acque maledette                                                  | Giulia Sarno            | Marcello e Andrea n°9    | luglio 1980                  |
| 156 | Rossana contro tutti                                             | Enzo Russo              | Rossana n°13             | agosto 1980                  |
| 157 | L'arte di rubare                                                 | Mariagiovanna Sami      | Laura e Isabella n°4     | settembre 1980               |
| 158 | Attentato al centro radar (The Secret of the Caves)              | Franklin W. Dixon       | Hardy Boys n°7           | ottobre 1980                 |
| 159 | Una bicicletta per il campione                                   | Pierre Marc & Sire Sack | Il trio Grimaldi n°4     | novembre 1980                |
| 160 | Quello strano profumo (The Secret of Red Gate Farm)              | Carolyn Keene           | Nancy Drew n°6           | dicembre 1980                |
| 161 | Un cantante tutto d'oro                                          | Mariagiovanna Sami      | Laura e Isabella n°5     | gennaio 1981                 |
| 162 | Le formiche guerriere (The Mystery of the Sinister Scarecrow)    | M. V. Carey             | I tre investigatori n°29 | febbraio 1981                |
| 163 | Il medagliere scomparso (The Mystery of Cabin Island)            | Franklin W. Dixon       | Hardy Boys n°8           | febbraio 1981 ? o marzo 1981 |
| 164 | La quercia indiana (The Message in the Hollow Oak)               | Carolyn Keene           | Nancy Drew n°12          | aprile 1981                  |
| 165 | Il segno della medusa                                            | Giulia Sarno            | Serie Open n°1           | maggio 1981                  |
| 166 | I ragazzi di Sherlock (The case of the Missing Masterpiece)      | Terrance Dicks          | Gli irregulars n°1       | giugno 1981                  |
| 167 | Duello sotto il mare (The Secret of Shark Reef)                  | William Arden           | I tre investigatori n°30 | luglio 1981                  |
| 168 | Un detective nei guai                                            | Enzo Russo              | Rossana n°14             | agosto 1981                  |
| 169 | La notte del lupo (Night of the Werewolf)                        | Franklin W. Dixon       | Hardy Boys n°59          | settembre 1981               |
| 170 | Una partita giocata male                                         | Pierre Marc & Sire Sack | Il trio Grimaldi n°5     | ottobre 1981                 |
| 171 | Operazione commandos (The Case of the Fagin File)                | Terrance Dicks          | Gli irregulars n°2       | novembre 1981                |
| 172 | Il triplice inganno (The Triple Hoax)                            | Carolyn Keene           | Nancy Drew n°57          | dicembre 1981                |
| 173 | L'amuleto d'avorio (The Mystery of the Ivory Charm)              | Carolyn Keene           | Nancy Drew n°13          | maggio 1984                  |
| 174 | Il fantasma dell'aeroporto (The Great Airport Mystery)           | Franklin W. Dixon       | Hardy Boys n°9           | maggio 1984                  |